# Анкарски метро
Анкарски метро је брзи транзитни систем који опслужује Анкару, главни град Турске. Тренутно се систем брзог транзита Анкаре састоји од три метро линије – А1, М1-2-3 и М4 .  Линије А1, М1, М2 и М3, заједно су превезле 104,1 милиона путника током 2014.  То одговара броју путника од око 289.155 дневно. У фебруару 2019. све линије које су некада возиле М1, М2 и М3 су спојене да би се створила једна линија, М1-2-3. 

## Операције

### Линије
| Линија       | Отворена         | Дужина (км) | Број станица |
| ------------ | ---------------- | ----------- | ------------ |
| ANKARAY (A1) | 1996             | 8,53        | 11           |
| M1 M2 M3     | 1997 (као )      | 14,66       | 12           |
| M1 M2 M3     | 2014 (као )      | 16,59       | 12           |
| M1 M2 M3     | 2014 (као )      | 15,36       | 12           |
| M1 M2 M3     | 2018 (спој и )   | 31,95       | 23           |
| M1 M2 M3     | 2019 (спој , и ) | 46,61       | 34           |
| M4           | 2017             | 12,5        | 12           |
| Укупно:      | Укупно:          | 67,4        | 57           |